# Philipp Veit

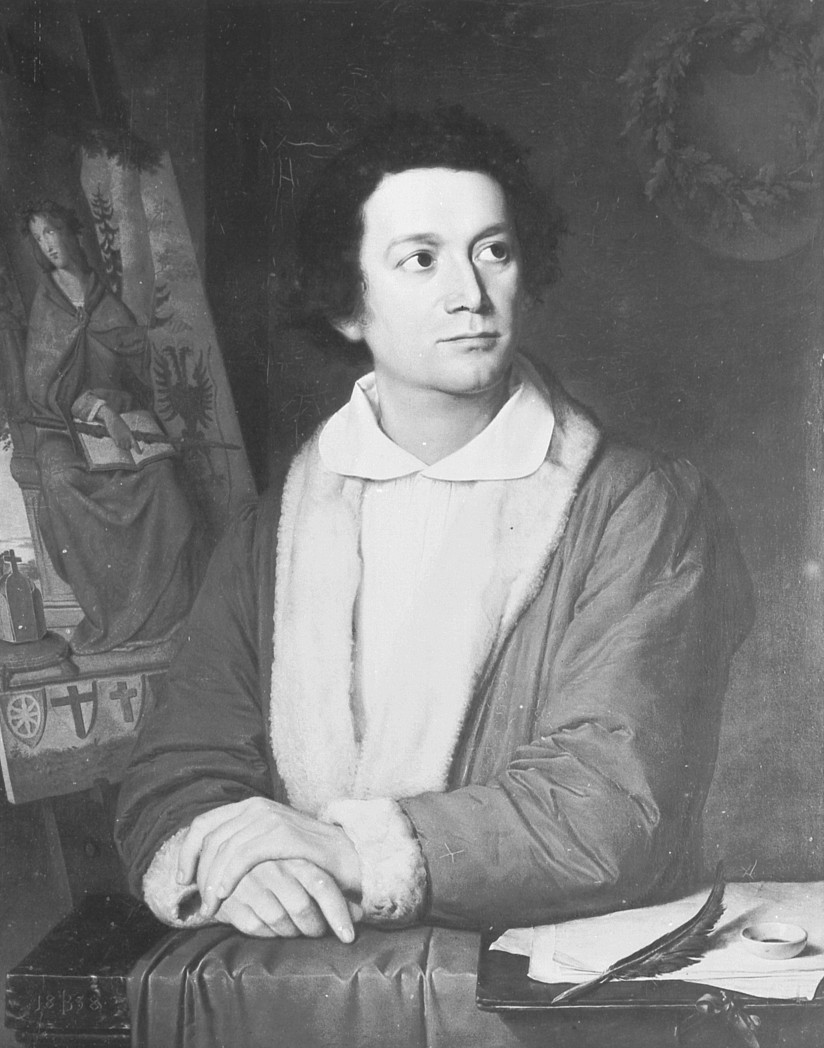
Philipp Veit, 1838 (Retrato de Joseph Binder)

Philipp Veit (Berlim, 13 de fevereiro de 1793 — Mogúncia, 18 de dezembro de 1877)  foi um pintor alemão do Romantismo. Era filho de Simon Veit e Dorothea Veit, filha de Moses Mendelssohn, que o viria a deixar para casar com Friedrich Schlegel.
Nasceu em Berlim, mas teve os seus primeiros estudos de arte em Dresden e Viena. Foi fortemente influenciado pelo Movimento Nazarenos, ao qual se juntou em Roma, onde trabalhou alguns anos antes de ir para Frankfurt.
Em Frankfurt, onde os seus trabalhos mais importantes estão guardados, no Instituto Städel, tornou-se director das colecções de arte e professor de pintura (1830-1843). De 1853 até à sua morte, em 1877, foi director da galeria municipal de Mayence. Tal como outros Nazarenos, era mais um desenhador do que pintor, e apesar do sua sensibilidade da cor ser maior do que a de Overbeck ou Cornelius, os seus trabalhos são geralmente mais parecidos com cortoons coloridos do que com pinturas no sentido moderno.
O trabalho principal de Veit é o fresco "A Introdução do Cristianismo na Alemanha por S. Bonifácio", que se encontra no Instituto Städel, em Frankfurt. Na catedral dessa cidade está a sua obra "Suposição", e na Galeria Nacional de Berlim está "As Duas Marias no Sepulcro". 
A Veit é dado o mérito de ter sido o primeiro a recuperar a técnica quase esquecida do fresco.

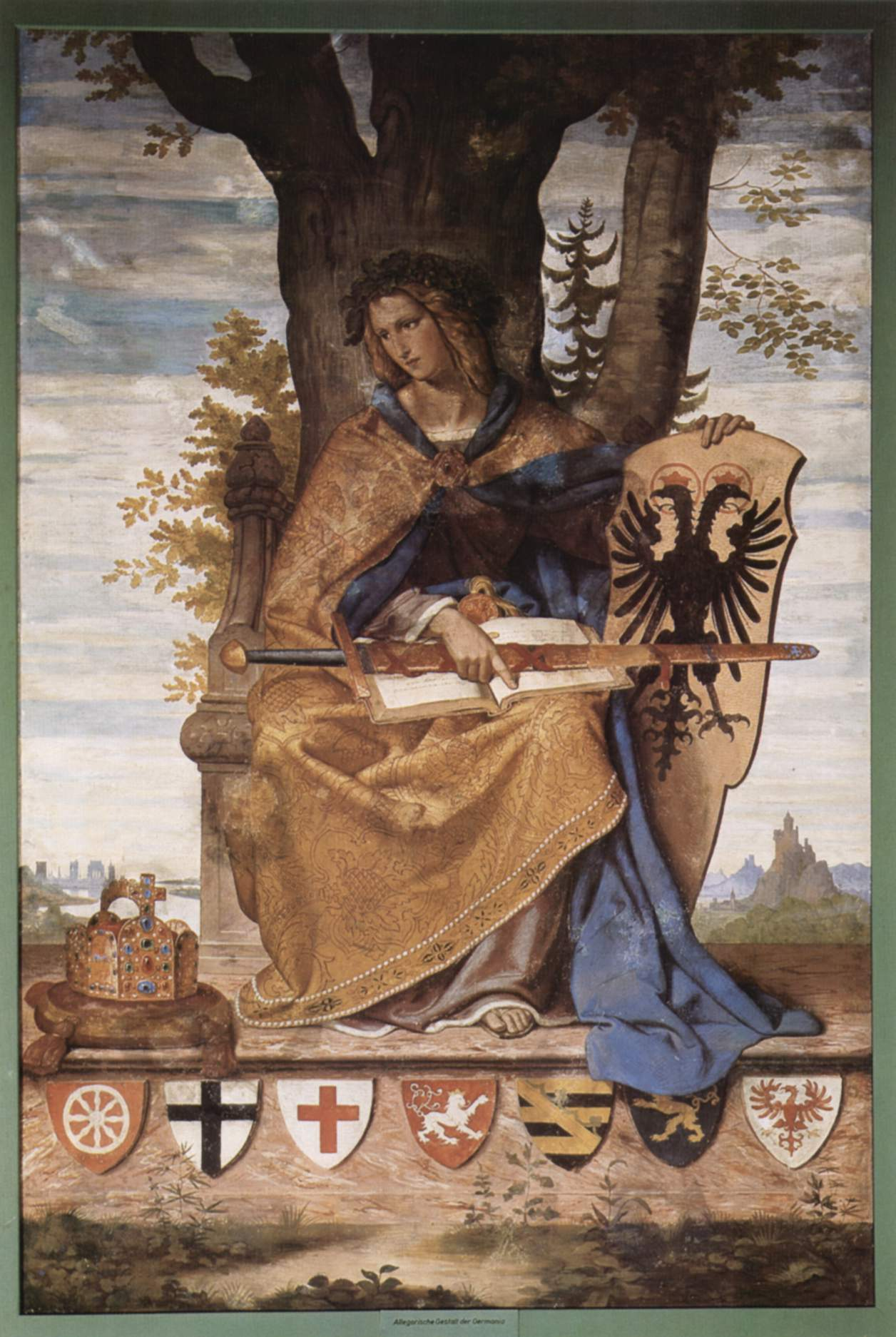
Figura alegórica da Germânia